# Giwan Chōho
Shō Yūkō Ginowan ueekata Chōho (向有恒 宜湾 親方 朝保, 1823-1876), connu plus simplement sous le nom Giwan Chōho (宜湾 朝保), est un fonctionnaire et émissaire officiel du gouvernement du royaume de Ryūkyū à l'époque de la restauration de Meiji au Japon, il est membre du Sanshikan, le conseil des trois principaux ministres du gouvernement du royaume.
Giwan est le représentant du royaume chargé, en 1872, de transmettre au roi et à ses collègues ministres l'ordre du gouvernement impérial que le royaume soit aboli et son territoire annexé par le Japon.
Il est également connu pour sa poésie waka.

## Biographie
Giwan naît à Shuri en 1835 dans une famille aristocratique et hérite de son père du magiri de Ginowan pour domaine avec le titre de Ginowan ueekata (宜野湾親方, « seigneur de Ginowan »). En 1875, son titre change en « Giwan ueekata » lorsque Shō In, second fils du roi, est nommé « prince de Ginowan » (宜野湾王子, Ginowan Ōji).
Il sert de nombreuses années dans la bureaucratie, et est envoyé à plusieurs reprises en mission auprès de la dynastie Qing de Chine et au Japon de l'époque d'Edo. Il devient membre du Sanshikan en 1862 et en raison de son expérience, continue à mener des missions à l'étranger.
Le shogunat Tokugawa est aboli au Japon en 1868 pour être remplacé par le nouveau gouvernement impérial. Trois ans plus tard, un incident au cours de l'expédition de Taïwan de 1874 à l'occasion duquel un certain nombre d'Okinawaens naufragés sur Taiwan sont tués par des indigènes Paiwan dégénère en différends entre le gouvernement impérial japonais et la dynastie des Qing de Chine sur la souveraineté ou suzeraineté sur Okinawa. Après des discussions à Shuri, capitale royale d'Okinawa, avec des représentants japonais du domaine de Satsuma, le gouvernement japonais convoque le roi Shō Tai à Tokyo pour discuter de la situation politique du royaume de Ryūkyū vis-à-vis du Japon. Afin de ne pas impliquer sa subordination à l'empereur Meiji en comparaissant devant lui-même, Shō Tai feint la maladie et envoie une mission en son nom, dirigée par son oncle le prince Ie, et par Giwan Chōho.
La mission sert aussi à présenter officiellement les félicitations du royaume à l'occasion de la naissance du nouveau gouvernement impérial japonais. Des missions similaires se sont rendues à Edo dans le passé, à l'occasion de l'avènement d'un nouveau shogun. Comme cela s'est produit à l'occasion de ces missions précédentes, Giwan et sa suite présentent un certain nombre de cadeaux pour les Japonais et sont bien reçus et bien traités. Les ambassadeurs participent à une variété d'activités organisées par le ministère des Affaires étrangères, dont une rencontre avec les chefs Aïnous et assistent à l'inauguration du premier chemin de fer au Japon.
Le 14 octobre 1872, il est présenté aux ambassadeurs un décret impérial indiquant que le royaume de Ryūkyū allait devenir le han de Ryūkyū, province ou préfecture dans la nation japonaise, avec Shō Tai comme gouverneur. Bien que cela mette ainsi fin à l'identité du royaume en tant que nation étrangère indépendante (ou semi-indépendant) et l'absorption des îles dans l'État japonais, cela signifie aussi la fin de plus de 250 ans de subordination du royaume au domaine de Satsuma.
Giwan et sa suite rentrent à Okinawa avec ces nouvelles et une nouvelle mission est envoyée rapidement à Tokyo pour travailler sur les détails de ce nouvel arrangement politique tandis que Giwan demeure à Shuri.
Pendant une brève période, il semble que Ryūkyū va jouir d'un certain degré retrouvé d'autonomie avec Shō Tai comme gouverneur du domaine.
Cependant, quelques années plus tard, en 1875, Giwan, avec un certain nombre d'autres ministres et membres de la royauté gouvernement, reçoit une mission dirigée par Matsuda Michiyuki, secrétaire en chef du ministère de l'intérieur. Matsuda supervise la mise en œuvre d'un certain nombre de changements politiques de grande envergure et d'autres changements systématiques allant de pair avec l'incorporation de l'archipel des îles Ryūkyū dans le Japon, dont l'établissement d'une garnison militaire permanente dans l'ancien royaume. Giwan est attaqué, comme le sont tous les fonctionnaires qui ont négocié avec les Japonais ou accepté leurs conditions, et est amené à démissionner de la fonction publique.
Il se retire à la campagne et meurt l'année suivante.

## Source de la traduction
- (en) Cet article est partiellement ou en totalité issu de l’article de Wikipédia en anglais intitulé « Giwan Chōho » (voir la liste des auteurs).